# San Vito al Torre
San Vito al Torre (friuli nyelven San Vît de Tor, régi friuli nevén San Vît di Crauì) település Olaszországban, Friuli-Venezia Giulia régióban, Udine megyében. Lakosainak száma 1197 fő (2023. január 1.). San Vito al Torre Campolongo Tapogliano, Chiopris-Viscone, Palmanova, Romans d'Isonzo, Visco, Aiello del Friuli, Medea és Trivignano Udinese községekkel határos.

## Népesség
A település népességének változása:
| Lakosok száma | 1274 | 1268 | 1197 |
|               | 2017 | 2018 | 2023 |